# 4667 Robbiesh
4667 Robbiesh este un asteroid din centura principală, descoperit pe 4 noiembrie 1986 de Robert McNaught.